# Entoloma hispidulum
Entoloma hispidulum (M. Lange) Noordel. – gatunek grzybów z rodziny dzwonkówkowatych (Entolomataceae).

## Systematyka i nazewnictwo
Pozycja w klasyfikacji według Index Fungorum: Entoloma, Entolomataceae, Agaricales, Agaricomycetidae, Agaricomycetes, Agaricomycotina, Basidiomycota, Fungi.
Po raz pierwszy gatunek ten opisał w 1946 r. Morten Lange, nadając mu nazwę Rhodophyllus hispidulus. Obecną nazwę nadał mu Machiel Evert Noordeloos w 1982 r.
Synonimy:
- Leptonia hispidula (M. Lange) P.D. Orton 1991
- Leptonia inocybeoides P.D. Orton 1960
- Rhodophyllus hispidulus M. Lange 1946[2].

## Morfologia
Kapelusz
Średnica 5–25 mm, początkowo stożkowaty lub stożkowo-wypukły z podwiniętym brzegiem, później wypukły, zazwyczaj z wyraźnym garbkiem i odgiętym brzegiem, niehigrofaniczny, o nieprążkowanym i nieprześwitującym brzegu. Powierzchnia od bladobrązowej do ciemnoszarobrązowej (częściej), zwykle jaśniejsza w kierunku brzegów, silnie promieniście włóknisto-łuskowata, środek często z gęstymi, sterczącymi łuskami.
Blaszki
Od 14 do 26, l = 1–3, średnio gęste, wolne lub wąsko przyrośnięte, początkowo białe lub białoszare, potem różowe, na koniec brązowe lub szaraworóżowe. Ostrza tej samej barwy.
Trzon
Wysokość 10–60 mm, grubość 1–3 mm, cylindryczny, prosty lub wygięty. Powierzchnia blado żółtoszara lub szarobrązowa, gęsto srebrzysto prążkowana, wierzchołek lekko oprószony, czasem z purpurowoczerwonym odcieniem u podstawy. Podstawa z białą grzybnią.
Miąższ
Cienki, tej samej barwy co powierzchnia, bez wyraźnego zapachu i smaku.
Cechy mikroskopowe
Podstawki 4-zarodnikowe ze sprzążkami. Zarodniki 9,5–14 × 6,5–8 µm, Q = 1,3–1,9, w widoku z boku wielokątne. Krawędź blaszek płodna. Brak cheilocystyd. Strzępki skórki w kapeluszu typu trichoderma, napęczniałe, septowane, o szerokości do 35 µm. W strzępkach są sprzążki.

## Występowanie i siedlisko
Podano występowanie Entoloma hispidulum tylko w niektórych krajach Europy. Jest rzadki. Brak go w wykazie wielkoowocnikowych grzybów podstawkowych Polski Władysława Wojewody z 2003 r. Po raz pierwszy w Polsce jego stanowiska podano w 2004 r.
Grzyb naziemny występujący w zbiorowiskach trawiastych i w lasach liściastych, na różnych typach gleb. Owocniki tworzy od sierpnia do listopada.